# ساكن (ألبوم)
ساكن هو الألبوم الأول للفنانة اللبنانية ديانا حداد، أُصدر الألبوم في عام 1996 وذلك بعد ثلاث سنوات من العمل، وأصبحت أغاني الألبوم هي الأكثر طلباً على مستوى العالم العربي[بحاجة لمصدر] مثل أغنية «لقيتك»، «السهرة» والأغنية الرئيسية «ساكن» وحقق مبيعات تجاوزت 300 ألف نسخة ويعتبر رقم كبير جداً خلال تلك الفترة[وفقًا لِمَن؟] ، وحازت حداد علي الأسطوانة البلاتنية لتحقيق الالبوم مبيعات عالية .

## الأغاني
الألبوم مكون من 6 أغاني.
- ساكن
- لقيتك
- طير اليمامه
- السهرة
- صحوه منام
- لقيتك 2